# رودولف هيكل
رودولف هيكل هو ضابط رفيع في الجيش اللبناني، يُعتبر أحد أبرز القيادات العسكرية في لبنان. يتولى حاليًا منصب قائد الجيش اللبناني. وقد حصل على دعم كبير داخليًا ودوليًا نظرًا لمسيرته العسكرية المتميزة والخبرات الواسعة التي يمتلكها في قيادة العمليات العسكرية.

## مسيرته العسكرية
تعتبر مسيرة العميد الركن رودولف هيكل مسيرة عسكرية مهمة وواسعة النطاق، حيث تدرج في العديد من المناصب القيادية التي أكسبته خبرات واسعة في مختلف المجالات العسكرية. وكان أحد المناصب التي شغلها هو قائد اللواء الأول في الجيش اللبناني، وهو اللواء الذي يُعد من أهم الوحدات في الجيش اللبناني. خلال فترة قيادته لهذا اللواء، نجح هيكل في تنفيذ العديد من المهام العسكرية الهامة التي أسهمت في تعزيز قدرة الجيش على حماية الأمن الوطني واستقرار البلاد. تمتاز قيادته بالكفاءة في التنظيم والتخطيط، كما عمل على تطوير مستوى التدريب العسكري لقواته وتعزيز جاهزيتها العملياتية.
ثم انتقل العميد هيكل إلى منصب قائد قطاع جنوب الليطاني، وهو القطاع الذي يعتبر أحد أكثر المناطق حساسية في لبنان نظرًا لقربه من الحدود مع إسرائيل، إضافة إلى وجود قوة الأمم المتحدة المؤقتة في لبنان (اليونيفيل) في هذه المنطقة. في هذا المنصب، لعب هيكل دورًا محوريًا في تنسيق العمليات العسكرية بين الجيش اللبناني وقوات "اليونيفيل" في الجنوب، لضمان الأمن والاستقرار في المنطقة. لقد كان لهيكل دور كبير في تعزيز التعاون بين الجيش اللبناني والقوات الدولية العاملة في جنوب لبنان. خلال فترة توليه قيادة القطاع، قام بعدة زيارات ميدانية إلى الكتائب الدولية الموجودة في المنطقة، مثل الكتائب النيبالية والإندونيسية والهندية والإسبانية، حيث اطلع على طبيعة عملياتهم وتعزيز التعاون لضمان نجاح مهماتهم في المنطقة.
بعد النجاح الكبير الذي حققه في قيادة قطاع جنوب الليطاني، عُين رودولف هيكل في منصب مدير العمليات في الجيش اللبناني. وأصبح هيكل مسؤولًا عن تخطيط وتنظيم العمليات العسكرية في مختلف أنحاء لبنان، بالإضافة إلى الإشراف على التنسيق بين الوحدات المختلفة كجزء من منصبه.

## ترشيحه لمنصب قائد الجيش اللبناني
وبعد انتخاب العماد جوزاف عون رئيسًا للجمهورية، برز اسم العميد رودولف هيكل كأحد أبرز المرشحين لتولي منصب قائد الجيش اللبناني، حيث يُعتبر هيكل الأكثر تأهيلًا لهذا المنصب نظرًا لخبرته الواسعة وكفاءته في قيادة العمليات العسكرية في المناطق الحساسة. وتنافس على هذا المنصب ثلاثة مرشحين وهم رودولف هيكل، وقائد اللواء اللوجستي العميد جوني عقل، وقائد الشرطة العسكرية العميد طوني شديد. لكن بعد نيل حكومة نواف سلام ثقة المجلس النيابي، عقدت الحكومة أولى جلساتها في 06 مارس 2025، وخلالها وُصل إلى الاتفاق على اسم اللواء رودولف هيكل كقائد الجيش اللبناني الجديد.
وفي 13 مارس 2025 عُين هيكل قائد الجيش اللبناني.

## أنظر أيضًا
- الجيش اللبناني
- إدغار لاوندس
- رائد عبداللة